# Newton, Northamptonshire
Newton är en by i civil parish Newton and Little Oakley, i distriktet North Northamptonshire, i grevskapet Northamptonshire i England. Byn är belägen 5 km från Kettering. Orten har 147 invånare (2009). Civil parish hade 96 invånare år 1961. Byn nämndes i Domedagsboken (Domesday Book) år 1086, och kallades då Neutone/Newentone.